# Rechtsstreit Semmes Motors v. Ford
Der Rechtsstreit Semmes Motors, Inc. versus Ford Motor Co. war ein durch mehrere Instanzen gehender Rechtsstreit eines Autohändlers in Scarsdale, New York gegen seinen langjährigen Vertragspartner Ford Motor Company. Auslöser der Streits waren die Änderung der Garantievereinbarungen ab Herbst 1964 und die Androhung der Kündigung des Vertragsverhältnisses durch Ford Ende 1969.

## Rechtsstreit

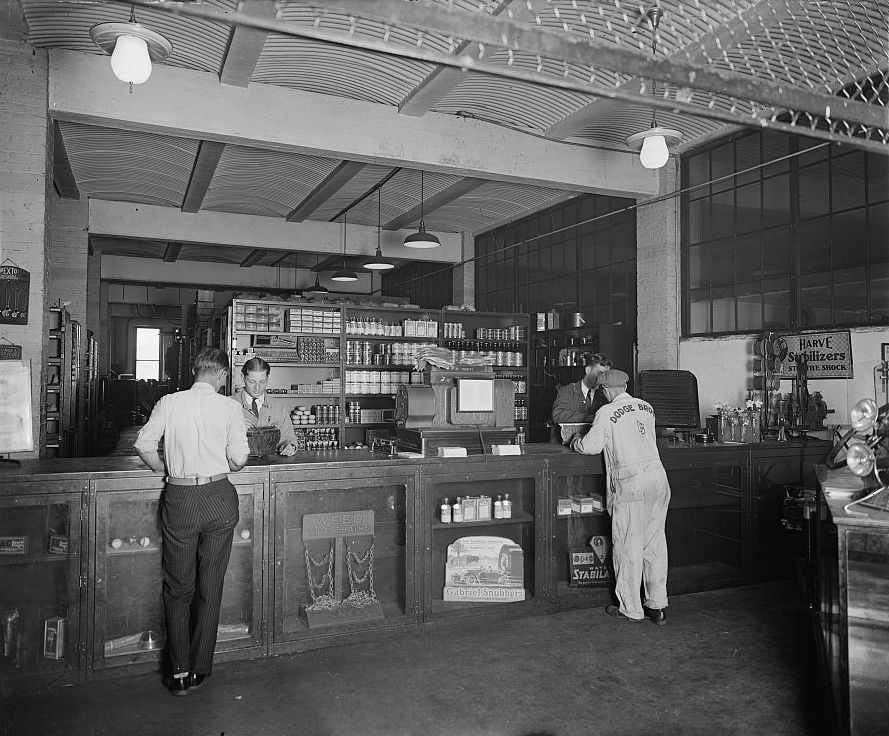
Semmes Motor Company, 1916/1917

Die Ford Motor Company nahm 1969 an, dass das von William Semmes gegründete Autohandelsunternehmen Semmes Motors, Inc. Rechnungen für Garantiereparaturen erstellt habe, die sie gar nicht durchgeführt hatten. Daher teilte sie Semmes mit, dass sie beabsichtigte, die Garantieansprüche und -unterlagen des Autohauses zu prüfen, die von Semmes reparierten Fahrzeuge zu inspizieren und Kontakt mit einigen Kunden aufzunehmen, für die Garantiearbeiten durchgeführt worden seien.
William Semmes war ein aktiver Teilhaber der Ford Dealers Alliance, Inc. in New Jersey, die sich für den Schutz der Ford-Franchisenehmer vor Missbrauch durch die Ford Company einsetzte. Er war der Ansicht, dass die Prüfung eine Vergeltungsmaßnahme für sein Engagement in der Allianz gewesen sei. Daraufhin kam es 1970 zu einem geschichtsträchtigen und weit publizierten Rechtsstreit durch mehrere Instanzen.
Ford gewährte seine Garantie bei Fahrzeugen, die ab Herbst 1964 auf den Markt kamen, nicht nur dem Händler, sondern auch direkt dem Endverbraucher. Wenn ein Autokäufer einen seiner Ansicht nach von der Garantie abgedeckten Mangel feststellte, konnte er das Fahrzeug zum Händler bringen, der es reparierte und bei Ford einen Antrag auf Erstattung der Kosten für die Ersatzteile und den Arbeitsaufwand einreichte. Mehrere Händler hatten sich daraufhin darüber beklagt, dass die Verschlechterung der Qualitätskontrolle im Werk, die Schwierigkeiten bei der Suche nach qualifizierten Reparaturfachkräften und andere Faktoren die Umsetzung dieses Konzepts erschwert hätten, und Ford beanstandete die Einreichung überhöhter und sogar völlig falscher Erstattungsanträge.
Der Richter Sylvester Ryan schlussfolgerte in einer 37-seitigen Stellungnahme zu dem Fall, dass die unbedeutenden Unregelmäßigkeiten wie das Einreichen von mutmaßlich falschen Garantiedienstleistungen und Rückzahlungsforderungen im Vergleich zu Fords Konkurrenzsituation mit Semmes und dem Sachverhalt, dass die Beendigung des Vertragsverhältnisses durch die höchste Ebene von Fords Geschäftsleitung ausgesprochen wurde, einen guten Grund für die einstweilige Verfügung bis zur endgültigen Urteilsverkündung gegeben habe. Dabei berücksichtigte er auch die aktive Rolle, die Semmes eingenommen hatte, um Händler vor Fords gängelnder und schroffer Behandlung zu schützen, die Art und Weise sowie die Schnelligkeit der Beendigung des Vertragsverhältnisses und das Versäumnis, Semmes nach einer zwanzigjährigen Zusammenarbeit eine faire Warnung auszusprechen, die weitreichende Veröffentlichung der Beendigung des Vertragsverhältnisses sowie die unnötige Kontaktaufnahme mit Semmes’ Kunden.